# ویلیام ای. لیوی
ویلیام ای. لیوی (به انگلیسی: William A. Levey) یک کارگردان و نویسنده فیلم آمریکایی است.

## فیلم‌شناسی
- ۱۹۷۳: بلک‌شتاین
- ۱۹۷۴: گل سرخ بودن
- ۱۹۷۵: وهام بام از فضانوردی متشکرم
- ۱۹۷۶: حزب خواب
- ۱۹۷۷: هوکر مبارک به واشینگتن می‌رود
- ۱۹۷۹: اسکیت‌تاون، ایالات متحده
- ۱۹۸۴: موناکو برای همیشه
- ۱۹۸۶: صاعقه، نریان سفید
- ۱۹۸۸:
- ۱۹۸۹: هلگیت